# یوکو کیتای
یوکو کیتای (به ژاپنی: 北井裕子)(زادهٔ ۱۵ ژانویهٔ ۱۹۷۳ در یوکوهاما ،ژاپن) یک سوارکار زن رشتهٔ درساژ اهل کشور ژاپن است.
وی در دو دوره المپیک (در سالهای ۲۰۰۸ و ۲۰۱۶) نیز به رقابت پرداخته‌است. بهترین نتیجهٔ او در بازی‌های المپیک تابستانی ۲۰۰۸ بود که او در ردهٔ ۹ام تیمی پ ۴۵ام تیمی قرار گرفت.
او همچنین در بازی‌های جهانی سوارکاری ۲۰۱۰ شرکت کرد و به مقام ۱۳ام تیمی و ۵۴ انفرادی دست یافت.